# Trio de Debussy
Le Trio en sol est une œuvre de jeunesse de Claude Debussy pour trio avec piano (violon, violoncelle et piano) composée en 1880.

## Présentation
Le Trio pour violon, violoncelle et piano est une œuvre de jeunesse composée à l'été 1880, à l'âge de dix-huit ans, alors que Debussy réside à Fiesole en Italie chez Nadejda von Meck, mécène et protectrice de Tchaïkovski, où il donne des cours de piano aux enfants de son hôte et participe à des sessions de musique d'ensemble,. La pièce est la première œuvre de musique de chambre qu'il compose.  
La partition est créé chez Mme von Meck par le compositeur au piano, Vladislav Pachulsky au violon et Piotr Danilchenko au violoncelle. Le manuscrit, longtemps réputé perdu, a été retrouvé dans un legs de Maurice Dumesnil et a été publié en 1986 par G. Henle Verlag. Il porte en exergue une dédicace au professeur d'harmonie au Conservatoire de Debussy, Émile Durand :   

« Beaucoup de notes accompagnées de beaucoup d'amitié. Offert par l'auteur à son professeur [...] »

— Claude Debussy
En tant qu’œuvre de jeunesse, le trio montre certaines influences, comme César Franck, Robert Schumann et Jules Massenet, mais porte également les germes de la future esthétique caractéristique du compositeur : une touche modale, « une légèreté, un certain sens de la transparence [...] et une originalité rythmique notable ».

## Structure
L’œuvre, d'une durée moyenne d'exécution de vingt-deux minutes trente environ, comprend quatre mouvements :
1. Andantino con moto allegro, à
2. Scherzo. Intermezzo — Moderato con allegro, à
3. Andante espressivo, à quatre temps (noté )
4. Finale — Appassionato, à

Dans le catalogue des œuvres du compositeur établi par le musicologue François Lesure, le Trio porte le numéro L 5 (3).

## Discographie
- Claude Debussy : The Complete Works, CD 12, par Renaud Capuçon (violon), Edgar Moreau (violoncelle) et Bertrand Chamayou (piano), Warner Classics 0190295736750, 2018[7].

### Édition
- Claude Debussy (préf. Ellwood Derr), Trio avec piano en sol majeur, G. Henle Verlag, coll. « Urtext », 1986 (ISMN 979-0-2018-0379-1, présentation en ligne, lire en ligne).

### Ouvrages
- François Lesure, Claude Debussy, Paris, Fayard, 2003, 614 p. (ISBN 2-213-61619-1).
- François-René Tranchefort, « Claude Debussy », dans François-René Tranchefort (dir.), Guide de la musique de chambre, Paris, Fayard, coll. « Les Indispensables de la musique », 1989, 995 p. (ISBN 2-213-02403-0), p. 261–265.